# 수페르가

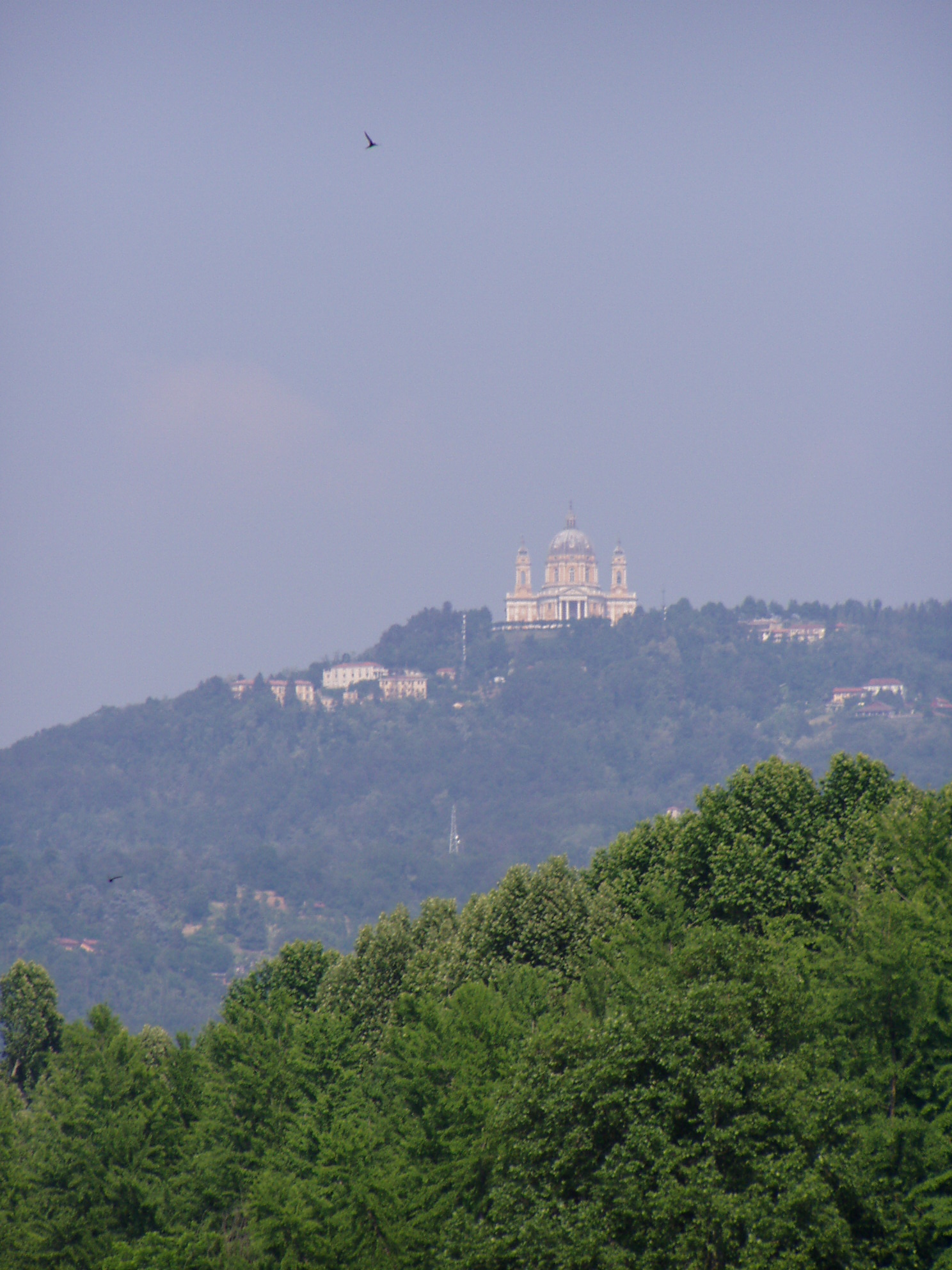
수페르가 언덕

수페르가(이탈리아어: Superga)는 이탈리아 토리노에 있는 언덕이다.